# Большой Он (посёлок)
Большо́й Он (хак. Улуғ Он) — опустевший посёлок в Таштыпском районе Хакасии.
Бывший административный центр упразднённого в 2009 году сельского поселения Большеонский сельсовет.

## География
Расположен в 130 км к югу от райцентра — села Таштып. Посёлок находится на берегу реки Большой Он, в горной местности (1,5 км над уровнем моря), неподалёку от автотрассы Абакан — Ак-Довурак. Расстояние до ближайшей ж.-д. станции в г. Абазе — 100 км.

## История
Посёлок основан в 1948. Население составляли так называемые спецпереселенцы — ссыльные литовцы, западные украинцы. Они сплавляли лес по реке, а в 1960-х годах работали на строительстве автотрассы Абакан — Ак-Довурак. В период наибольшего развития в посёлке были столовая, гостиница, школа, фельдшерско-акушерский пункт. В настоящее время здесь находится Большеонский лесхоз, метеостанция, турбаза «Снежный Барс».

Законом Республики Хакасия от 19.10.2009 № 98-ЗРХ «Об упразднении муниципального образования Большеонский сельсовет и о внесении изменений в Закон Республики Хакасия „Об утверждении границ муниципальных образований Таштыпского района и наделении их соответственно статусом муниципального района, сельского поселения“», принятым Верховным Советом Республики Хакасия 30 сентября 2009 года все селения Большеонского сельсовета вошли в состав муниципального образования Таштыпский район в качестве межселенной территории.

## Население
| 2002 | 2010 |
| ---- | ---- |
| 40   | ↘17  |

Население (2004) — 35 чел., в том числе хакасы, украинцы, русские.
На 2018 год посёлок практически не существует (имеется несколько временных построек охотников).